# Erli (przedsiębiorstwo)
ERLI – polska platforma zakupowa typu marketplace, funkcjonująca w sektorze e-commerce. Została założona w 2020 roku w Poznaniu, z wykorzystaniem wyłącznie polskiego kapitału. Powstała jako alternatywa dla innych platform sprzedażowych obecnych na rynku krajowym.

## Historia
Prace przygotowawcze do uruchomienia platformy rozpoczęły się we wrześniu 2019 roku, kiedy powstała nazwa ERLI. Na początku 2020 roku przeprowadzono pierwszą testową rejestrację, a 16 stycznia 2020 roku zarejestrował się pierwszy sprzedawca na platformie. W kwietniu 2021 roku na ERLI działało ok. 2500 aktywnych sprzedawców, a w 2025 ponad 30 000. W 2023 roku ERLI przekroczyło próg 2 milionów zarejestrowanych użytkowników, w sierpniu 2024 roku liczba ta wzrosła do 4 milionów, a w lutym 2025 zarejestrowanych było 5 milionów użytkowników.
W kwietniu 2021 roku ruszyła intensywna kampania reklamowa platformy, której twarzą został Maciej Stuhr, a hasłem przewodnim było „Cała przyjemność na naszej stronie”.
W pierwszym kwartale 2024 roku platforma ERLI przekroczyła próg rentowności, podwajając liczbę transakcji oraz przychód netto, a obrót (GMV) wzrósł o 90% w porównaniu do analogicznego okresu roku poprzedniego. Erli w 2025 planuje zrealizować sprzedaż na poziomie 2 miliardów.

## Działalność
Kategorie oferowanych produktów obejmują: Dom i ogród, Dziecko, Elektronika, Firma, Kolekcje i sztuka, Kultura i rozrywka, Moda, Motoryzacja, Sport i turystyka, Supermarket, Uroda, Zdrowie.

## Model biznesowy
ERLI oferuje dwa poziomy kont dla sprzedawców:
- Basic – bezpłatne prowadzenie konta, ale z prowizjami od sprzedaży
- PROSeller – płatna subskrypcja plus prowizje od sprzedaży, z dodatkowymi usługami jak mailingi sprzedażowe czy możliwość zamieszczenia logotypu firmy w listingu ofert.

## Wyniki finansowe
ERLI dynamicznie się rozwija, co potwierdzają wyniki finansowe. W 2024 roku platforma odnotowała 67% wzrost GMV (Gross Merchandise Value), osiągając wartość 1,23 mld zł, w porównaniu do 740 mln zł w 2023 roku. Liczba transakcji na platformie wzrosła o 66%, osiągając poziom blisko 6 milionów, w porównaniu do 3,6 miliona w roku poprzednim. Szacowana EBITDA za 2024 rok wyniosła 12,01 mln zł. W trzecim kwartale 2024 roku GMV wyniosło 309 mln zł, co stanowiło wzrost o 67% w porównaniu do analogicznego okresu w 2023 roku.
Według planów na 2025 rok, ERLI zamierza przekroczyć barierę 2 mld zł sprzedaży (GMV) i osiągnąć około 300 mln zł przychodów ze sprzedaży.

## Rozwój
ERLI jest dostępne w aplikacji mobilnej oraz ma integrację z wieloma najpopularniejszymi platformami sprzedażowymi, m.in. Shoper, Prestashop, Woocommerce, Sellingo.
W 2025 roku ERLI planuje wprowadzenie nowego programu lojalnościowego, którego celem będzie zwiększenie zaangażowania klientów. Program ma opierać się na unikalnych benefitach i promocjach, dostępnych dla użytkowników aplikacji mobilnej.